# Strunzite
La strunzite è un minerale.